# Carex chuii
Espèce
Classification phylogénétique
Carex chuii est une espèce des plantes du genre Carex et de la famille des Cyperaceae.